# Jedwabno (gemeente)
De gemeente Jedwabno is een landgemeente in het Poolse woiwodschap Ermland-Mazurië, in powiat Szczycieński.
De zetel van de gemeente is in Jedwabno.
Op 30 juni 2004 telde de gemeente 3545 inwoners.

## Oppervlakte gegevens
In 2002 bedroeg de totale oppervlakte van gemeente Jedwabno 311,51 km², waarvan:
- agrarisch gebied: 20%
- bossen: 63%

De gemeente beslaat 16,11% van de totale oppervlakte van de powiat.

## Demografie
Stand op 30 juni 2004:
| Omschrijving                   | Totaal | Totaal | Vrouwen | Vrouwen | Mannen | Mannen |
| ------------------------------ | ------ | ------ | ------- | ------- | ------ | ------ |
| eenheid                        | aantal | %      | aantal  | %       | aantal | %      |
| inwoners                       | 3545   | 100    | 1743    | 49,2    | 1802   | 50,8   |
| bevolkingsdichtheid (inw./km²) | 11,4   | 11,4   | 5,6     | 5,6     | 5,8    | 5,8    |

In 2002 bedroeg het gemiddelde inkomen per inwoner 1689,86 zł.

## Plaatsen
Brajniki, Burdąg, Czarny Piec, Dębowiec, Dłużek, Dzierzki, Kot, Lipniki, Małszewo, Narty, Nowe Borowe, Nowy Dwór, Nowy Las, Piduń, Rekownica, Szuć, Waplewo, Warchały, Witowo, Witówko.

## Aangrenzende gemeenten
Janowo, Nidzica, Olsztynek, Pasym, Purda, Szczytno, Wielbark